# Francis James
Pour les articles homonymes, voir James.
Francis James (1918–1992) était un éditeur australien excentrique qui s'est surtout rendu célèbre en Australie pour avoir été emprisonné en Chine comme espion.

## Biographie
James est né le 21 avril 1918 à Queenstown (Tasmanie). Fils d'un prêtre anglican, il circula beaucoup pendant son enfance au fil des affectations paroissiales de son père. En 1934 il entra dans la même école que Gough Whitlam, le futur Premier Ministre avec qui il se lia d'amitié, amitié qui dura toute sa vie. Il fut exclu de l'école l'année suivante après une altercation avec le directeur de l'école.
Entre 1937 et 1939, James s'engagea dans les forces aériennes australiennes. Au début de la Seconde Guerre mondiale, il alla en Grande-Bretagne où il s'engagea dans les forces aériennes britanniques le dernier jour de la bataille d'Angleterre. Son avion fut abattu le 25 avril 1942 au-dessus de la France et il fut grièvement blessé au niveau du visage et des yeux. Il fut fait prisonnier et rapatrié ensuite par la Croix Rouge en raison de ses blessures. Il fut reconnu grand Invalide de Guerre et pensionné à vie par le gouvernement britannique en avril 1945. Il épousa à cette époque Joyce Staff à Londres.
Après son retour en Australie, James fut employé comme journaliste par le Sydney Morning Herald en 1950 et se rendit célèbre par sa tenue excentrique avec son chapeau noir à larges bords et son grand manteau.
En 1952, James prit la direction de The Anglican, une revue de l'Église d'Angleterre. En 1960, la revue passa sous le contrôle du groupe de presse de Frank Packer.
Pendant les années 1960 il utilisa sa revue pour faire campagne contre la guerre du Viêt Nam et en 1966 il se présenta aux élections fédérales sous l'étiquette d'un groupe réformateur libéral. Il visita deux fois le Viet Nam du Nord à ce moment-là.
En 1969, James fut arrêté en Chine pour espionnage. Les raisons de cette arrestation ne sont pas très claires mais il semble qu'il ait fait cela par défi. Il fut relâché et expulsé de Chine en 1973 après l'intervention de son ami, le Premier Ministre australien Gough Whitlam.

## Source
- (en) Cet article est partiellement ou en totalité issu de l’article de Wikipédia en anglais intitulé « Francis_James » (voir la liste des auteurs).